# Karl-Heinz Florenz

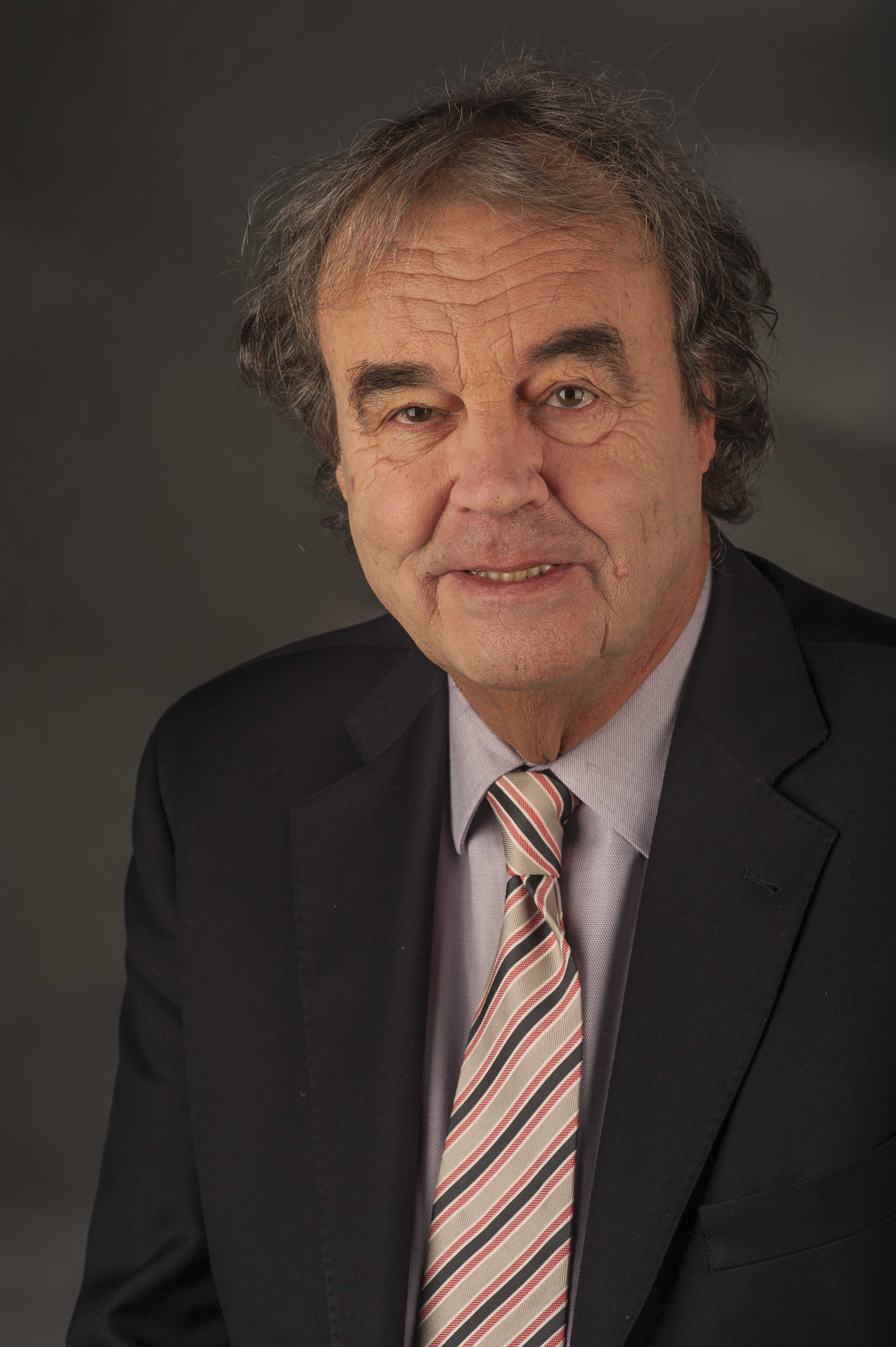
Karl-Heinz Florenz (2014)

Karl-Heinz Florenz (n. 22 octombrie 1947, Neukirchen-Vluyn) este un om politic german, membru al Parlamentului European în perioada 1999-2004 din partea Germaniei. 
1. ↑  Deputații în Parlamentul European